# Ejwidowicze
Ejwidowicze (biał. Эйвідавічы; ros. Эйвидовичи) – wieś na Białorusi, w obwodzie witebskim, w rejonie brasławskim, w sielsowiecie Dalekie.

## Historia
W czasach zaborów w granicach Imperium Rosyjskiego.
W 1865 wieś zamieszkiwały 53 osoby.
W dwudziestoleciu międzywojennym wieś leżała w Polsce, w województwie nowogródzkim (od 1926 w województwie wileńskim), w powiecie dziśnieńskim (od 1926 w powiecie brasławskim), w gminie Bohiń a następnie w gminie Opsa.
Według Powszechnego Spisu Ludności z 1921 roku wieś zamieszkiwało 187 osób, 167 było wyznania rzymskokatolickiego, 12 prawosławnego a 8 mojżeszowego. Jednocześnie 4 mieszkańców zadeklarowało polską przynależność narodową, 175 białoruską, a 8 żydowską. Było tu 41 budynków mieszkalnych. W 1931 w 38 domach zamieszkiwały 183 osoby.
Miejscowość należała do parafii rzymskokatolickiej w Dalekiem i prawosławnej w Bohiniu. Podlegała pod Sąd Grodzki w Opsie i Okręgowy w Wilnie; właściwy urząd pocztowy mieścił się w Bohiniu.